# GJ 1068
GJ 1068是一顆位於劍魚座附近的紅矮星，距離地球23.2光年。